# Sønder Felding
Sønder Felding is een plaats in de Deense regio Midden-Jutland, gemeente Herning, en telt 1493 inwoners (2008).

## Geboren
- Henrik Pedersen (2004), wielrenner